# کریستینا فارکاشووا
کریستینا فارکاشووا (انگلیسی: Kristína Farkašová؛ ۱ ژوئیهٔ ۱۹۸۲ –) بازیگر، خواننده، نمایش‌نامه نویس، مجری، کمدین، تدوینگر، وبلاگ نویس و نقاش اهل کشور اسلواکی است. وی از سال ۲۰۰۴ میلادی تاکنون مشغول فعالیت بوده‌است.